# Simon Kinberg
Simon David Kinberg (Londres; 2 de agosto de 1973), conocido como Simon Kinberg, es un productor de cine, guionista y director estadounidense nacido en el Reino Unido, más conocido por su trabajo en las películas de X-Men.

## Carrera
Kinberg ha sido escritor y productor de múltiples películas como Sr. y Sra. Smith, Jumper, X-Men: The Last Stand, X-Men: primera generación, X-Men: días del futuro pasado y Sherlock Holmes.
The Hollywood Reporter informó el 20 de noviembre de 2012 que Kinberg estaba cerca de cerrar un acuerdo para escribir y producir los episodios VIII y IX de la saga Star Wars junto con Lawrence Kasdan. También trabajó en Star Wars: Rebels.

## Filmografía

### Cine
| Año  | Título                               | Director | Productor | Escritor | Crítica | Notas                                                                                               |
| ---- | ------------------------------------ | -------- | --------- | -------- | ------- | --------------------------------------------------------------------------------------------------- |
| 2005 | XXX 2: estado de emergencias         | No       | No        | Sí       | 17%     | |
| 2005 | Sr. y Sra. Smith                     | No       | No        | Sí       | 60%     | |
| 2006 | X-Men: The Last Stand                | No       | No        | Sí       | 57%     | Coescrito con Zak Penn                                                                              |
| 2008 | Jumper                               | No       | Sí        | Sí       | 15%     | Coescrito con David S. Goyer, Jim Uhls y Steven Gould                                               |
| 2009 | Sherlock Holmes                      | No       | No        | Sí       | 69%     | Coescrito con Michael Robert Johnson, Anthony Peckham y Lionel Wigram                               |
| 2011 | X-Men: primera generación            | No       | Sí        | No       | 86%     | |
| 2012 | This Means War                       | No       | Sí        | Sí       | 26%     | Coescrito con Timothy Dowling y Marcus Gautesen                                                     |
| 2012 | Abraham Lincoln: cazador de vampiros | No       | Sí        | Sí       | 34%     | Productor ejecutivo, coescrito con Seth Grahame-Smith                                               |
| 2013 | Elysium                              | No       | No        | Sí       | 65%     | |
| 2014 | X-Men: días del futuro pasado        | No       | Sí        | Sí       | 90%     | Coescrito con Jane Goldman y Matthew Vaughn                                                         |
| 2014 | Let's Be Cops                        | No       | Sí        | No       | 18%     | |
| 2015 | La Cenicienta                        | No       | Sí        | No       | 84%     | |
| 2015 | Chappie                              | No       | Sí        | No       | 32%     | |
| 2015 | 4 Fantásticos                        | No       | Sí        | Sí       | 9%      | Coescrito con Jeremy Slater y Josh Trank Ganador - Razzie a la peor película                        |
| 2015 | The Martian                          | No       | Sí        | No       | 91%     | Ganador - Globo de oro a la mejor película - Comedia o musical Nominado - Óscar a la mejor película |
| 2016 | Deadpool                             | No       | Sí        | No       | 85%     | |
| 2016 | X-Men: Apocalipsis                   | No       | Sí        | Sí       | 47%     | Coescrito con Bryan Singer, Michael Dougherty y Dan Harris                                          |
| 2017 | Logan                                | No       | Sí        | No       | 94%     | |
| 2017 | Murder on the Orient Express         | No       | Sí        | No       | 60%     | |
| 2018 | Deadpool 2                           | No       | Sí        | No       | 84%     | |
| 2019 | Dark Phoenix                         | Sí       | Sí        | Sí       | 22%     | Debut como director                                                                                 |
| 2020 | The New Mutants                      | No       | Sí        | No       | 36%     | |
| 2022 | The 355                              | Sí       | Sí        | Sí       | 24%     | |
| 2024 | Lift: un robo de primera clase       | No       | Sí        | No       |         | |

### Televisión
| Año       | Título              | Productor | Escritor | Notas                                       |
| --------- | ------------------- | --------- | -------- | ------------------------------------------- |
| 2014-2016 | Star Wars: Rebels   | Sí        | Sí       | Productor ejecutivo                         |
| 2016      | Designated Survivor | No        | Sí       | Productor ejecutivo                         |
| 2017      | Legión              | No        | Sí       | Productor ejecutivo, parte de la saga X-Men |
| 2017      | The Gifted          | No        | Sí       | Productor ejecutivo, parte de la saga X-Men |

## Premios y nominaciones
Premios Óscar
| Año  | Categoría      | Película    | Resultado |
| ---- | -------------- | ----------- | --------- |
| 2016 | Mejor película | The Martian | Nominado  |